# ERT2
ERT2 (Griego: EPT2), antiguamente conocido como NET (acrónimo de Nea Ellinikí Tileórasi o Νέα Ελληνική Τηλεόραση, en español Nueva televisión helénica) es un canal de televisión de la radiotelevisión pública de Grecia. La emisora fue fundada en 1966 y durante sus primeros años estuvo bajo control de los militares, pero con la llegada de la democracia se convirtió en una emisora pública. 
Su programación está enfocada en programas informativos y actualidad, pero sus espacios más vistos son las retransmisiones en directo de deportes, como la Super Liga de Grecia o los Juegos Olímpicos, y espectáculos.

## Historia
El 27 de febrero de 1966, las fuerzas armadas griegas crearon un canal de televisión generalista que rompía el monopolio del ente público ERT, y que estaría gestionada por las fuerzas militares. Aunque al principio se llamó TED (ΤΕΔ), en 1970 cambió su nombre por el de YENED (ΥΕΝΕΔ), o Servicio de Información de las Fuerzas Armadas.

Logotipo usado entre 2008 y 2013, bajo el nombre NET

Aunque la dictadura cayó en 1974 y el país se transformó en una república democrática, los militares mantuvieron el control del canal público hasta 1982, cuando pasó a manos de ERT. El grupo público cambió su nombre por el de ERT-2, y en la década de 1980 continuó una programación generalista con series, actualidad y películas.
Con la llegada de la televisión privada en 1989, ERT-2 perdió espectadores y la televisión pública se vio obligada a reestructurar sus canales. En 1997 el segundo canal pasó a llamarse NET, y su programación cambió por una enfocada en la actualidad, series y retransmisiones en directo. Con el paso del tiempo, NET se convirtió en el canal más visto de ERT.
El 11 de junio de 2013, NET fe sacado del aire luego de que el gobierno griego decidiera cerrar ERT. Entre protestas, NET continuó transmitiendo vía Internet con la ayuda de la Unión Europea de Radiodifusión hasta el 7 de noviembre de 2013, cuando la policía irrumpió en el complejo de la ERT y cerró las transmisiones.
El 11 de junio de 2015, NET volvió al aire bajo el nombre de ERT2.

## Programación
La programación de NET es generalista, enfocada a la actualidad y el entretenimiento. Aunque su oferta es variada, la columna vertebral del canal son los espacios informativos. A ellos se añaden series infantiles y juveniles, con un contrato con Disney, y contenidos del Canal de Historia. El share medio del canal es del 8%, superior al resto de emisoras de ERT pero inferior a la oferta privada.
Los espacios de mayor éxito de NET son las retransmisiones en directo. El canal emite ligas deportivas, como la Super Liga de fútbol griega o la Euroliga de baloncesto. Además, es la emisora que representa a Grecia y retransmite el Festival de la Canción de Eurovisión, espacio que mejores datos reporta al canal. En 2005, cuando Helena Paparizou ganó el concurso, el share total de la final fue del 82%.